# ケニアにおけるコーヒー生産
ケニアにおけるコーヒー生産は、生産、加工、販売、オークションでの協同組合的システムが特徴的であり、一貫した綱領に従って生産されている。約70パーセントのケニア産のコーヒーが小規模農家の手によって生産されている。2012年現在、ケニアには150,000人のコーヒー農家がいると推計されており、別の統計によると、600万人のケニア人が直接的または間接的にコーヒー産業に従事している。主なコーヒー生産地はケニア山周辺の高地、アベテーア山脈、キシー、ニャンザ、ブンゴーマ、ナクル、ケリチョてあり、この他東部州のマチャコスやタイタ丘陵、海岸州でもそれぞれ小規模生産されている。
ケニア中部の高地の酸性土壌、適度の日光と降雨はコーヒー栽培に最適である。ケニア産コーヒーは「コロンビアマイルド」タイプであり、強い風味、ココアのような特徴的な快い芳香で知られており、またボディがしっかりしているためフレンチローストまで焙煎しても味が薄くなることはない。このため、高品質のケニア産のコーヒーはブレンド用としても人気が高く、世界中で取引されている。しかし、現地でのコーヒーの生産ブームと価格の不安定さから、ケニアでの生産量は1987年8月の130,000トンから2011年11月の40,000トンまで下落している。

## 歴史

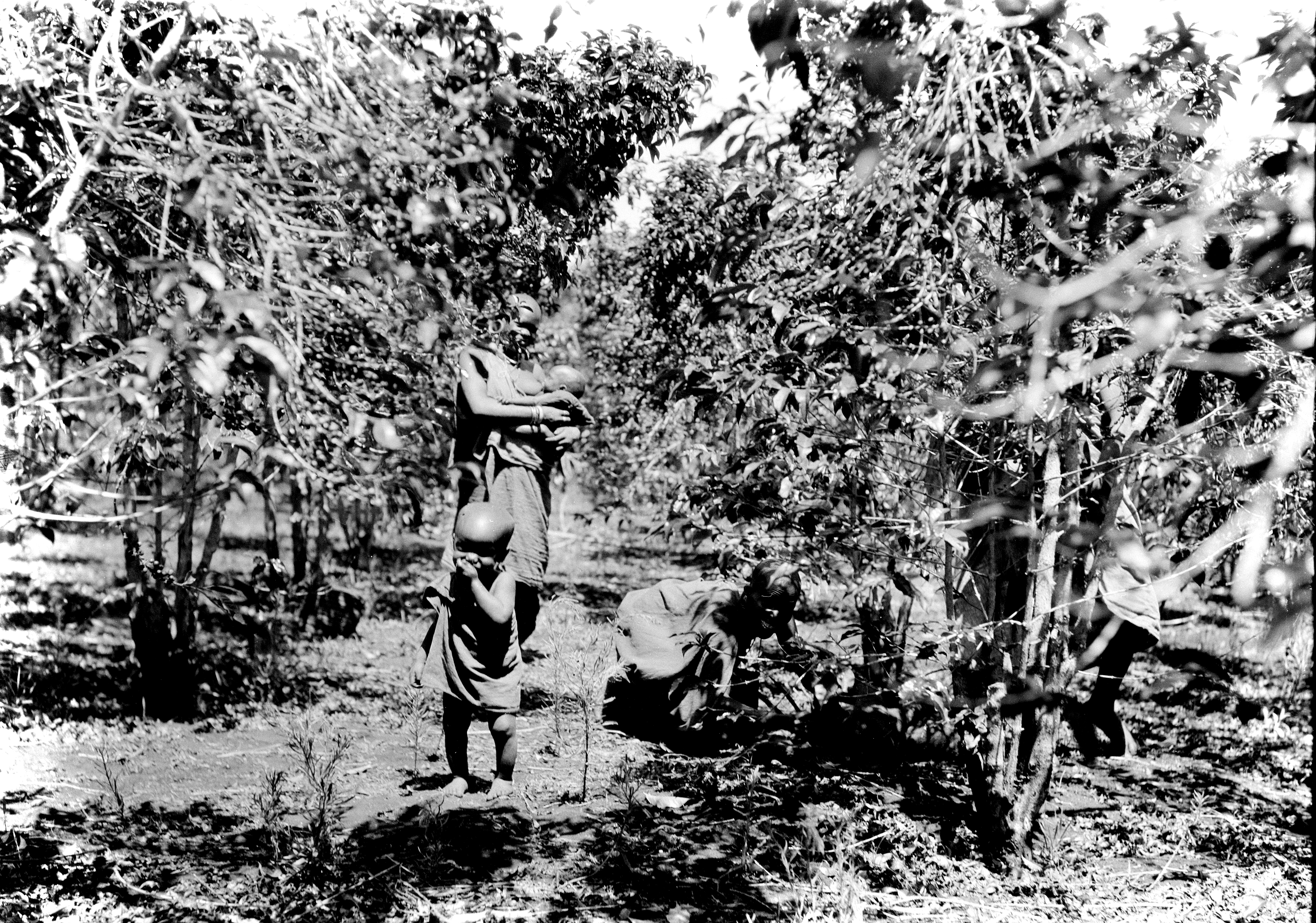
ケニアのコーヒープランテーション（1936年）

コーヒーの原産地と一般的に考えられているエチオピアに地理的に近接しているにもかかわらず、ケニアでは長年コーヒーの耕作は行われていなかったが、1893年にフランスの宣教師によってレユニオン島からコーヒーがもたらされたという説がある。ケニアの首都ナイロビ近郊のミッション農園はケニアにおけるコーヒー生産発展の中核であった。イギリスが1900年にコーヒー生産をケニアに導入したとする説もある。

## 等級・取引
一般的にはケニアコーヒーの種類の一つとして知られているが、ケニアAAは実際はケニアのコーヒー等級の一つである。等級は製豆所で内果皮を取り除いた後に重さや形に応じてつけられるものであり、各等級の基準は以下の通りである。ケニアには7つの認可製豆所と幾つかの私設製豆所がある。
- PB - コーヒーチェリー1個につき1つしかない丸みのある豆
- AA - 7.20mmの篩にかけられた大粒のコーヒーチェリー
- AB - 6.80mmの篩にかけられたA等級とB等級のコンビネーション
- C - Bよりも小粒のコーヒーチェリー
- E - Elephant（エレファント）サイズ、すなわち最大サイズのコーヒーチェリー
- TT - 全てのサイズの篩から落とされたコーヒーチェリー
- T - 最小、最軽量のコーヒーチェリー。

水洗式精製法を使っていないコーヒーチェリーは「ムブニ」と呼ばれ、以下の2等級に分類され、全生産量の10パーセント前後を占め、一般のコーヒー豆より安価で取引される。
- MH - 重いムブニ
- ML - 軽いムブニ

ケニアコーヒーの取引方法は2つある。一つはナイロビコーヒー取引所で毎週火曜日に開催されるセントラルオークションであり、ケニア・コーヒー・プロデューサー＆トレーダーズ協会の管理下で、登録売人の競りによりオークションで売買される。もう一つが「第二の窓」と呼ばれる海外商人との直取引であり、政府コーヒー局の全般にわたる監督のもとで行われる。
コーヒーはサイザル麻の60 kg袋に入れられるが、競売は50 kg袋を基準にして行われる。
以下はオークションにおける等級別の平均価格のサンプルである（50 kgバッグ基準）。
- AA - $377.20
- AB - $317.42
- C - $239.19
- PB - $308.93
- T - $183.70
- TT - $252.51
- UG1 -$198.06
- UG2 -$104.81
- UG3- $116.63

## 著名なコーヒー農園、協同組合、会社
- ギカンダ協同組合 — Gichathaini, Kangocho and Ndaroini Factories (Mathira, Nyeri)
- キリミリ協同組合
- テカング協同組合 — Tegu, Karogoto and Ngunguru Factories (Mathira, Nyeri)
- チリク農業協同組合 (Thingingi Area, Nyeri)
- ムセカ農業協同組合 - Chorong'i Coffee Factory (Nyeri),   Kigwandi Coffee Factory (Nyeri), Kihuyo Coffee Factory (Nyeri), Muthuaini Coffee Factory (Nyeri), Kamuyu Coffee Factory (Nyeri), Kaihuri Coffee Factory (Nyeri)
- イエゴ農業協同組合 - Main, Mununga, Gatubu, Marimira, Gitura, Kirangano, Watuha (Murang'a)

·カルングルコーヒー農園 (Juja Kenya)

## 脚註
1. 1 2 3  ケニアのコーヒー産業 駐日ケニア大使館
2. 1 2 3  Howden, Daniel (9 February 2012) Kenya's coffee wars The Independent, Retrieved 27 August 2013
3. 1 2  Kennedy, Patrick (June 2005)Royal News June 2005 - Kenya Coffee Sweet Marias, Retrieved 28 August 2013
4. ↑  Adams, Tim (17 February 2013) Andrew Rugasira: can coffee transform lives in Africa The Guardian, Retrieved 28 August 2013
5. ↑  K'Oroth, Sylvester (3 July 2013) Policy failure and inadequate technical capacity hurting Kenya’s coffee industry The Business Daily, Retrieved 27 August 2013
6. ↑  Davids, Kenneth (2001) Coffees from Africa and Arabia: Kenya Coffee Review, Retrieved 27 August 2013
7. ↑  コーヒー・マーケティング／プロモーション 駐日ケニア大使館